# Сунг Канг
Сунг Канг (на корейски: 강성호 Канг Сънг-Хо; род. 8 април 1972 г.) е американски актьор от корейски произход, известен с ролята си на Хан във филмовата поредица „Бързи и яростни“.

## Живот и кариера
Канг е роден в Гейнсвил, град в американския щат Джорджия, в семейство на южнокорейски имигранти.
Първата му голяма роля е във филма „По-добър късмет утре“, на гангстер. Участва и в The Motel, където влиза в ролята на Сам Ким. Добива популярност в ролята на Хан в „Бързи и яростни: Токио дрифт“, „Бърз и яростен“, „Бързи и яростни 5: Удар в Рио“ и „Бързи и яростни 6“. Агент на ФБР играе в едноименния филм на Джет Ли – „Война“. Появява се във видеото към песента „Lie“ на корейската банда „g.o.d.“. Получава малка роля в „Умирай трудно 4“. Появява се и в новия филм на „Бързи и яростни“ – „Бързи и яростни 9“ отново като Хан.
Актьорът споделя, че преди да участва в „Токио дрифт“ не е знаел за дрифт субкултурата, съществуваща в Япония, като по-късно научава, че дрифтът е популярен по целия свят автомобилен спорт. Казва още, че това, което не харесва в Холивуд, са стереотипите, с които източноазиатски актьори се сблъскват, когато са избирани за дадени роли.
Държи ресторант на име „Сакетини“ в Брентуд, Калифорния, който по-късно затваря.

## Избрана филмография
- „Бързи и яростни 10“ (2023)
- „Бързи и яростни 9“ (2021)
- „Рая и последният дракон“ (2021)
- „Бързи и яростни 7“ (2015)
- „Бързи и яростни 6“ (2013)
- „Куршум в главата“ (2012)
- „Бързи и яростни 5: Удар в Рио“ (2011)
- „Нинджа убиец“ (2009)
- „Единакът “(2007)
- „Умирай трудно 4“ (2007)
- „Бързи и яростни: Токио дрифт“ (2006)
- „По-добър късмет утре“ (2002)
- „Пърл Харбър“ (2001)
- „Секретен екип“ (1999)